# Devin Mesoraco
Devin Mesoraco (né le 19 juin 1988 à Punxsutawney, Pennsylvanie, États-Unis) est un receveur des Ligues majeures de baseball jouant pour les Reds de Cincinnati.

## Carrière
Devin Mesoraco est un choix de première ronde des Reds de Cincinnati en 2007. Considéré comme l'un des athlètes les plus prometteurs de l'organisation des Reds, le jeune receveur apparaît au début 2011 sur la liste des 50 meilleurs joueurs d'avenir selon MLB.com.
Il fait ses débuts dans le baseball majeur avec Cincinnati le 3 septembre 2011. Dans ce premier match joué, il réussit son premier coup sûr au premier niveau, un double comme frappeur suppléant aux dépens du lanceur Mitchell Boggs des Cardinals de Saint-Louis. Il réussit son premier coup de circuit le 12 septembre aux dépens de Rodrigo López des Cubs de Chicago. Il frappe deux circuits et obtient 6 points produits en 18 matchs pour les Reds en 2011.
Il est substitut à Ryan Hanigan à la position de receveur pour la saison 2012. En août, il est suspendu deux matchs pour une altercation avec l'arbitre Chad Fairchild.
Receveur principal des Reds en 2013, il dispute 103 matchs, frappe 9 circuits et produit 42 points.
À la mi-saison 2014, il frappe pour ,304 de moyenne au bâton avec 16 circuits et 45 points produits : ceci lui vaut une première invitation au match des étoiles. En 114 matchs joués en 2014, il frappe 25 circuits, seulement quatre de moins que le meneur des Reds, Todd Frazier, qui dispute 43 rencontres de plus. Il est co-meneur des Reds cette saison-là pour les doubles (25) et les points produits (80) et maintient une moyenne au bâton de ,273 avec un nouveau record personnel de 105 coups sûrs. 
En janvier 2015, le joueur de 26 ans signe une prolongation de contrat de 4 saisons pour 28 millions de dollars avec Cincinnati. Il ne joue que 23 matchs en 2015. Le 29 juin 2015, il subit une opération à la hanche gauche qui le met à l'écart du jeu jusqu'en 2016.